# 克里斯汀·凱吉
威廉·賈森·雷索（英語：William Jason "Jay" Reso，1973年11月30日—）是一加拿大摔角手及演員。以他在擂台上的名字基斯頓和基斯頓·基治（英語：Christian Cage）。
雷索由前職業摔角手Ron Hutchinson，Dory Funk, Jr.和Tom Prichard訓練，並在1995年6月首次踏上摔角擋台。雷索早期在加拿大的獨立圈內比賽，在雙打中嬴取了不同的冠軍。期後在摔角訓練場The Funking Conservatory訓練後，雷索於1998年8月加入世界摔角聯盟（WWF），也就是世界摔角娛樂的前身。
加入世界摔角聯盟後，雷索在第一次世界摔角聯盟比賽中奪得WWF輕量級冠軍，並保持了一個月。同年，他變為一個吸血鬼的角色，和Gangrel and Edge組成了組合The Brood。接下來的數年，雷索和Edge組成雙打聯盟，和Gangrel分道揚鑣，他倆奪得了七次WWF雙打冠軍。到2001年，雷索和Edge拆夥。雷索獨立發展之後，在不同時間中嬴得了WWF歐洲冠軍和WWF洲際冠軍。
在離開世界摔角娛樂後，雷索於2005年11月加入TNA（Total Nonstop Action Wrestling），並以基斯頓·基治作為擂台上的名字。在2006年2月，他嬴得了首個四大職業摔角世界重量級冠軍－NWA世界重量級冠軍，不過只保持了四個月之久，但在2007年1月再次奪得此冠軍，這也令他開始發展自己聯盟“基斯頓的聯盟”（Christian's Coalition）。基斯頓·基治在2007年5月失掉了該冠軍，“基斯頓的聯盟”也在2008年初解散。雷索在2009年1月離開TNA，並再次加入世界摔角娛樂（WWE），在ECW登場。在2009年4月，雷索嬴得了首個WWE世界重量級冠軍－ECW冠軍，在2009年7月也再次嬴得此冠軍，成為了世界摔角娛樂時代中保持ECW冠軍時間最長的記錄。
2011年5月，雷索在Extreme Rules的一场梯子赛中战胜对手夺得生涯第一个世界重量级冠军，但在5天后的WWE SmackDown上立即被安排捍卫战，不幸失利输掉了冠军。同年6月，雷索担任世界冠军比赛的特邀裁判，比赛结束后用冠军腰带攻击了奥尔顿，宣布正式转反。同年7月，雷索签订了一份合约，在Money in the Bank的冠军赛中利用DQ方式再次夺得重量级头衔。使得他成为两次重量级冠军得主，但在下个月的SummerSlam的捍卫战中再次被夺去头衔。11月，雷索因受伤而淡退荧幕，直到2012年5月的Over The Limit上回归，成功赢得了20人上绳挑战赛，获得挑战WWE美國冠軍和洲际冠军的机会。并在当晚第二场比赛中夺得生涯第四次洲际冠军。
直到目前為止，雷索共奪得了兩次NWA世界重量級冠軍，兩次ECW冠軍，两次世界重量级冠军，九次世界雙打冠軍，四次WWF/E洲際冠軍，及WWF歐洲冠軍、WWF硬核冠軍和WWF輕量級冠軍各一次。

## 個人生活
威廉·傑森·雷索於1973年11月30日在加拿大安大略省的基奇納出生，他的父親是美國人而母親則是加拿大人。小時候，雷索喜愛打冰上球棍球，他還是一個摔角迷。少年時雷索移居到安大略省的奧倫吉維，並遇上了Adam Copeland，他們成為好友和之後的摔角生涯早期中的雙打拍檔（即"Edge"和"Sexton Hardcastle"）。之後他們一起入讀Orangeville District Secondary School，直至畢業。在移居到奧倫吉維前，雷索居於安大略省的亨茨維爾和東盧瑟格蘭維利。他與摔角手Terry Gerin（即Rhino/Rhyno/Rhino Richards）份屬好友。雷索和他的妻子丹尼絲·雷索（Denise Reso）於2001年結婚，現居於佛羅里達州的坦帕市。

## 生涯

### 早期
1994 年9月，雷索於Sully's Gym加入了由Ron Hutchinson管理的摔角學校。他之前採用的名字，基斯頓·基治，取自兩位演員基斯頓·史利達（Christian Slater）和尼古拉斯·基治（Nicolas Cage）。1995年6月，雷索開始了其摔角生涯。其後，他與Adam Copeland（即Edge）組成組合，於美國、加拿大、日本等地方作賽。雷索於1998年7月18日奪得東岸摔角聯合會的重量級冠軍，直至1999年10月15日。
雷索與Copeland應徵World Wrestling Federation（WWF，WWE前身），Copeland成功加入了WWF但雷索落選了。之後，在Copeland對WWF的遊說下，雷索於1998年加入了 WWF附屬、由Dory Funk, Jr.管理的"Funkin' Conservatory"訓練營，完成訓練後，雷索成為了WWF的全職摔角手。

### 世界摔角聯盟/世界摔角娛樂 （1998-2005）

#### The Brood
當雷索加入WWF後，將擂台名縮短為基斯頓。雷索在1998年9月27日首次於PPV節目Breakdown:In Your House出現，受Gangrel之名於比賽中搔擾正在與Owen Hart比賽的Edge。在1998年10月18日的PPV節目Judgment Day: In Your House中，第一次在WWF比賽的基斯頓擊敗Taka Michinoku奪得WWF輕量級冠軍。
基斯頓被塑造成吸血鬼的角色，在故事線中被Gangrel及Edge說服並加入他們,即The Brood。The Brood短暫的與Undertaker的Ministry of Darkness不和後加入了Ministry of Darkness。直到基斯頓被打後向Ken Shamrock透露Stephanie McMahon的下落，Undertaker想懲罰基斯頓。但基於Gangrel及Edge誠於the Brood多於the Ministry，他們反抗Undertaker並拯救基斯頓。

#### Edge和基斯頓

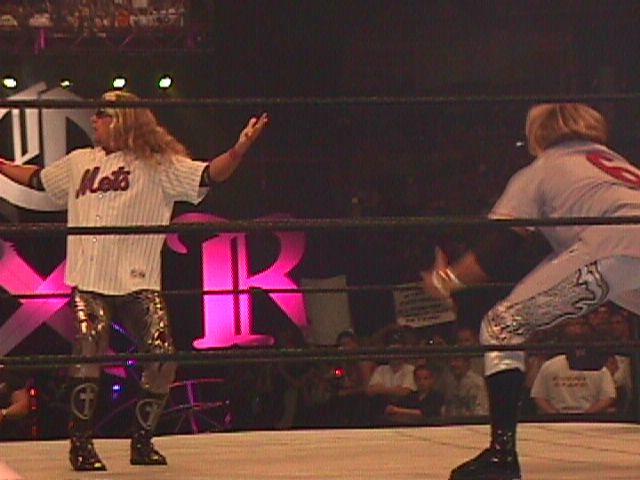
基斯頓(右)和Edge在2000年的King of the Ring

基斯頓 & Edge與Gangrel分道揚鑣後，Gangrel和Hardy Boyz (Matt and Jeff)組成The New Brood。基斯頓和Edge開始與Hardy Boyz不和，在No Mercy的梯子賽中，基斯頓和Edge與Hardy Boyz爭奪經理人Terri Runnels和$100,000，但Hardy Boyz赢了。在4月2日的WrestleMania 2000中,Edge和基斯頓與Hardy Boyz及Dudley Boyz (Bubba Ray and D-Von)為了WWF雙打冠軍而進行三重威脅梯子賽，Edge和基斯頓勝出，奪得WWF雙打冠軍，並且創造了桌子(Tables)、梯子(Ladders)及椅子(Chairs)比賽(TLC match)。
隨著他們的勝利，基斯頓和Edge的言行開始變為浮誇，並變成一對"cool dudes"，贏得6次雙打冠軍(總數為7次)。在這段時期，他們的特色變為"5秒姿勢"，即是在擂台上於5秒內完成姿勢"令那些拿著照相機的人受益"，藉此嘲弄、侮辱、或愉樂觀眾。在SummerSlam中，基斯頓和Edge需要在設定了的TLC比賽中防衛他們的雙打冠軍，他們亦順利勝出了比賽。在 2001年的Royal Rumble，基斯頓和Edge將雙打冠軍輸了給Dudley Boyz。在緊接的No Way Out，他們也不能成功奪回雙打冠軍，終於在WrestleMania X-Seven，他們能成功奪回雙打冠軍。可惜在2001年4月19日的SmackDown!中，Brothers of Destruction (The Undertaker and Kane)從比賽中勝出並奪去了基斯頓和Edge的雙打冠軍。
在輸掉他們的冠軍後，Edge赢得了2001年的"King of the Ring"，之後克里斯汀和Edge開始產生摩擦。之後Edge更在"The Invasion"中成為觀眾的最愛。他們的關係破裂，基斯頓之後爭奪Edge的WWF洲際冠軍接近數個月，冠軍因此而轉手了數次。

#### 單人競賽

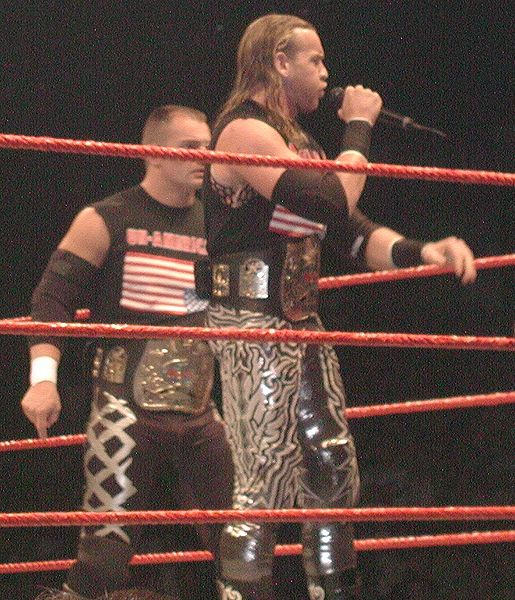
基斯頓與Lance Storm，The Un-Americans,雙打冠軍

基斯頓獨立發展後，於2001年10月擊敗JBL並奪得WWF歐洲冠軍，不過在2002年2月便敗於Diamond Dallas Page而失去冠軍。在故事線上，基斯頓吃了一連串敗仗，之後他宣告他會離開WWF。但Diamond Dallas Page成功說服基斯頓留下，基斯頓也成為了Page的門徒。基斯頓卻背叛Page並於WrestleMania X8上挑戰Page的WWF歐洲冠軍，可惜失敗。在同一晚上，基斯頓擊敗Mighty Molly嬴得WWF硬核冠軍，但在同一晚便被Maven打敗並失掉冠軍。
期後，基斯頓與同是加拿大人的Lance Storm和Test組成"The Un-Americans"。於2002年7月21日的PPV節目Vengeance，他們嬴得了WWE雙打冠軍，但在9月23日的WWE Raw中敗給The Hurricane和 Kane並輸掉冠軍。之後基斯頓和Chris Jericho合作奪得世界雙打冠軍。在Armageddon中，基斯頓和Chris Jericho在與Dudley Boyz、Booker T 和Goldust、William Regal and Lance Storm的4重淘汰賽中掉了冠軍。
2003 年，基斯頓開始學習The Rock的特色，如稱自己的支持者為"The Peeps"(與The Rock稱自己的支持者為"The People"相似)，他甚至稱自己為"The New People's Champion"。之後在2003年5月18日的Judgment Day他在一場9人Battle royal勝出並得到了懸空的WWE洲際冠軍。在接著的RAW，基斯頓以全新的髮型及服飾出現在Chris Jericho的環節"The Highlight Reel"。基斯頓之後在2003年7月7日的RAW中將冠軍輸給Booker T，不過由於Booker T受傷，基斯頓在一場House Show中奪回冠軍。
同年，基斯頓和Jericho開始分別追求WWE的女子摔角手Trish Stratus和Lita，這是由於基斯頓和Jericho的打賭－看誰能首先和自己的對象上床。不過，在這結束後，Jericho竟然和Stratus發展起來，這令到基斯頓和Jericho勢成水火。在2004年3月14日的PPV節目WrestleMania XX中，基斯頓和Jericho進行了一場單打賽，一直在擂台旁邊支持Jericho的Stratus突然攻擊Jericho，令基斯頓能擊敗Jericho。之後基斯頓和Stratus便成為了故事線上的情侶。在5月10日的Raw中，基斯頓和Jericho進行了一場鐵籠賽，這場比賽令基斯頓背部受傷，基斯頓因此未能在之後的四個月中作賽。他在8月30日的Raw中回歸，繼續他和Jericho的鬥爭。

#### 魅力隊長(Captain Charisma)
基斯頓開始變成一個自大、過於自信的角色，由於他在加拿大和英國大受歡迎，從2004年10月開始，他開始稱呼自己為魅力隊長(Captain Charisma)。2004年12月6日，Chris Jericho以當晚general manager的身份逼使基斯頓以Captain Charisma的身份完成比賽，並且要裝扮成超級英雄的模樣。Tyson Tomko經常陪同基斯頓出場，這個被稱為"解決問題的人"，經常在比賽中干擾基斯頓的對手或以其他作弊的方式協助基斯頓勝出比賽。基斯頓與The Hurricane組成組合"The Heroes"。一個星期後，基斯頓和The Hurricane便進行了一場"英雄決鬥"。之後，"英雄角色"這一個噱頭便終止了，儘管如此，基斯頓仍然使用"Captain Charisma"作為別名。其後，克里斯汀重新和Edge於2004後期至2005年早期組成雙打拍檔。克里斯汀仍有一批支持者,他稱呼自己的支持者為"Peeps"，"Peepulation"(在"population"中演變出)或是"christian Coalition"。
於2005年的Royal Rumble，基斯頓自稱自己在rap方面上比John Cena優勝，所以和Cena進行了一場rap的決鬥。在之後的日子，基斯頓在演講中也攻擊Cena只是一個"裝腔作勢的人"。基斯頓在這故事線中表演得非常出色，而最終也變為主項目。之後Cena從Raw轉到SmackDown!。在2005年的Vengeance 中，Cena在與基斯頓和Jericho的三重威逼賽中成功防衛了WWE冠軍。
基斯頓在同年6月30日的SmackDown!中，他被轉移到SmackDown!。基斯頓代替了Big Show在爭奪新創造的SmackDown!冠軍的6人淘汰賽出戰，最終輸給了John "Bradshaw" Layfield。基斯頓之前已經表示過自己想調到SmackDown!因為SmackDown需要一個像他一樣的加拿大人。他自誇自己於一週內出現在 RAW和SmackDown!的主賽上，不久他在SmackDown!上也有了自己的節目"The Peep Show"。

#### 離開WWE
2005 年10月31日，基斯頓和WWE的合約終結了。根據Dave Meltzer所說，基斯頓說過會簽新合約但最終也沒有簽下。他最後的比賽是在11月4日播映的SmackDown!。儘管他已經離開 WWE，但他仍盡了自己的義務，在10月31日的Raw和11月1日PPV節目Taboo Tuesday上出現，因為基斯頓是其中一位可以讓觀眾挑選的SmackDown!選手對上Edge和Chris Masters。
自2007年，雷索開始稱自己為"The Instant Classic"(霎時經典)，儘管如此，雷索仍然在非電視節目中使用"Captain Charisma"之名，並且在現場節目中穿著印有"Captain Charisma"的進場服飾。

### Total Nonstop Action Wrestling (2005–2009)

#### 開始競賽和頃刻的成功

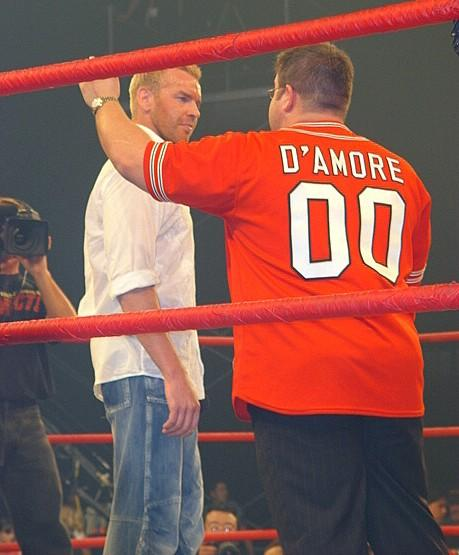
2005年11月的PPV節目Genesis，基斯頓·基治於TNA的首次演出

2005年11月13日，雷索以基斯頓·基治之名於TNA的"Genesis"首次登場。隨即揚言要奪取NWA世界重量級冠軍，並且抨擊了他之前的雇主。之後Team Canada的Coach Scott D'Amore和Bobby Roode邀請基治加入Team Canada（因為雷索本身是加拿大人），他們給了基治一件Team Canada的運動衫，讓他考慮是否加入。稍後，舉行了一場6人聯合比賽。由Jeff Jarrett和America's Most Wanted （Chris Harris和James Storm）（AMW）對上Rhino和Team 3D（Brother Ray和Brother Devon），Jarrett正在攻擊Rhino和Team 3D時，基治和Team Canada走到場內。之後基治脫掉外套，露出內裡的Team Canada運動衫，Coach Scott D'Amore當時欣喜地認為基治已經決定加入Team Canada，不過，之後基治向Coach Scott D'Amore使出Unprettier，將其臉狠狠摔在擂台上，此舉令基治鞏固了他的英雄形象。基治、Rhino和Team 3D合力將Team Canada和AMW扔出擂台外，並將Jarrett摔到木桌上，之後基治脫掉Team Canada運動衫，展現出隱藏了的TNA運動衫。

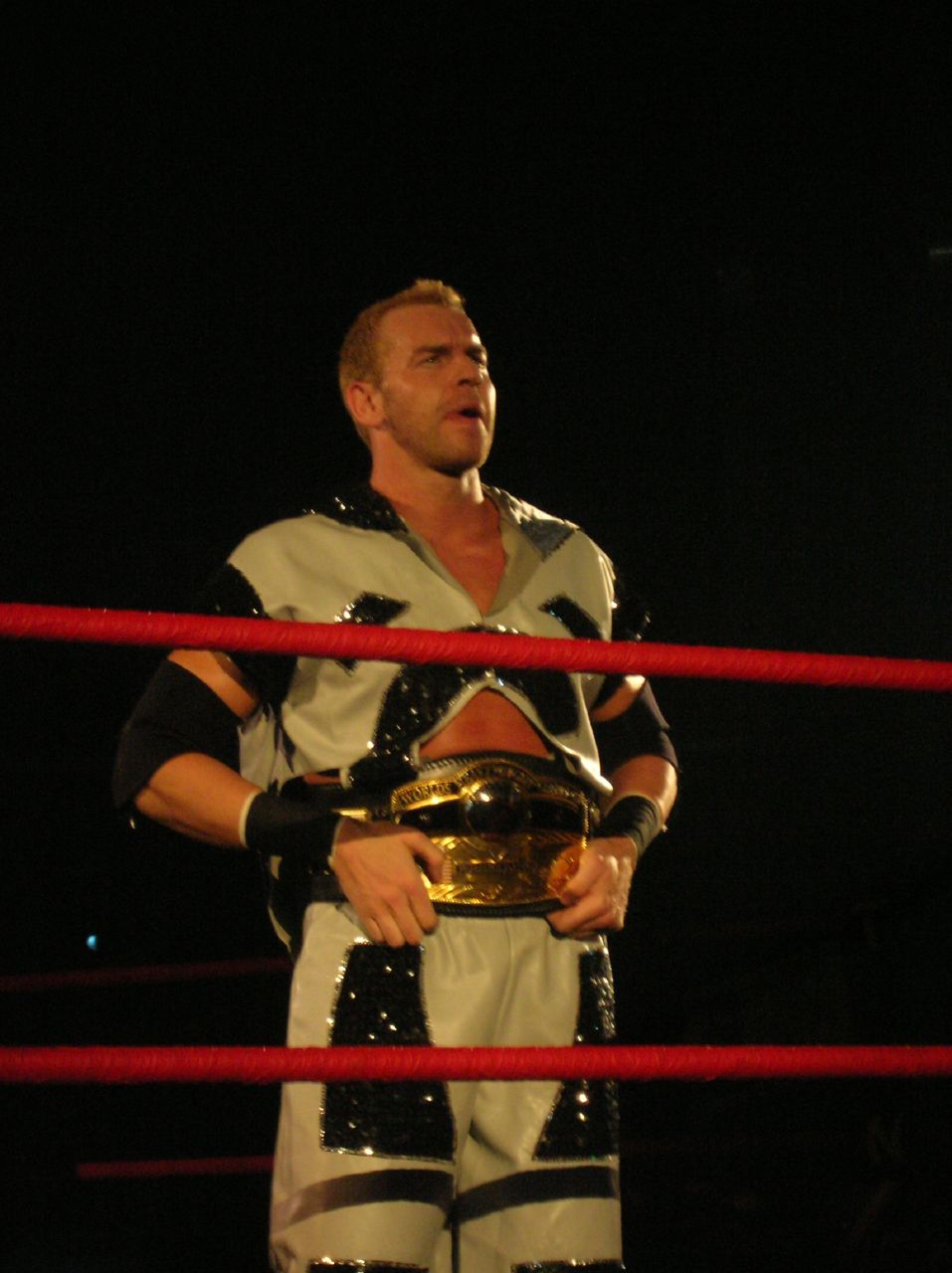
雷索第一次成為NWA世界重量級冠軍

基治在11月19日第一次在TNA Impact!登場，在一場爭論和Monty Brown吵起來。這導致了基治和Brown在12月11日PPV節目Turning Pount中進行了一場比賽，而基治擊敗了Brown成為NWA世界重量級冠軍的第一挑戰者。在這場比賽之前，基治在12月8日的Impact!中首次在進行比賽，擊敗了Bobby Roode。在2006年1月15日PV節目Final Resolution中，基治和Sting擊敗Monty Brown和Jeff Jarrett。在2月12日的PPV節目Against All Odds，基治擊敗Jarrett赢得NWA世界重量級冠軍。
在3月12日PPV節目Destination X，基治進行第一次冠軍防衛賽；基治擊敗Brown並成功保持他的冠軍。在3月25日和4月2日的Impact!，Abyss告他的經理人James Mitchell及Alex Shelley播出了兩段經過剪輯的影片。第一段顯示了Mitchell跟蹤基治的妻子丹尼絲，並恐嚇她"他們即將來臨"。第二段，Abyss由Mitchell及Shelley陪同，以攝影機拍攝正被攻擊的基治和基治在自己家中的泳池接近溺死的畫面。這故事線令基治和Abyss在4月23日的PPV節目Lockdown中進行了一場六角形鐵籠賽，以爭奪NWA世界重量級冠軍，基治勝出。在比賽之後，基治企圖攻擊Mitchell，以報復他曾經對基治自己及其家人的惡毒行為。不過，Abyss以鐵摺凳攻擊基治的頸，阻止了他的攻擊，並打算擊暈基治。Abyss和Mitchell之後偷走了基治的冠軍腰帶。他們的故事線延續至5月14日的PPV節目Sacrifice，基治和Abyss進行了一場"Full Metal Mayhem"比賽(即TLC比賽)，而基治擊敗了Abyss，奪回冠軍腰帶。
基治在"Slammiversary"中和 Abyss，Ron"The Truth"Killings，Jeff Jarrett和Sting進行一場"King of the Mountain match"(山中之皇比賽)爭奪NWA世界重量級冠軍。最後Larry Zbyszko和裁判Earl Hebner干擾比賽，抓住了冠軍腰帶並幫助Jeff Jarrett勝出比賽。冠軍頭銜宣告懸空，直至6月29日的Impact!，Jim Cornette恢復Jeff Jarrett的冠軍身份，不過他需要防衛他的腰帶，而對手就是"Victory Road"的"致命四重賽"中的勝出者，即基治，Samoa Joe，Scott Steiner或是Sting。

#### 各種鬥爭
在"Victory Road"之後，基治開始和NWA世界重量級冠軍的第一挑戰者的Sting友好

## 在其他媒體
雷索曾經在電影Shoot 'Em Up演出，該電影在2007年9月7上映。而雷索在恐怖喜劇片Dark Rising在更多的演出機會，他飾演角色"Ricky"，這電影在2007年10月30日於加拿大上映。
在2007年中段，TNA家居影片推出DVD"The Instant Classic: Christian Cage"，記錄了他在TNA時的精彩比賽，及奪得NWA世界重量級冠軍的時刻。
雷索是Bloodstained Memoirs（一摔角記錄片）的號召明星。

## 摔角場上的表現
- 終結技 

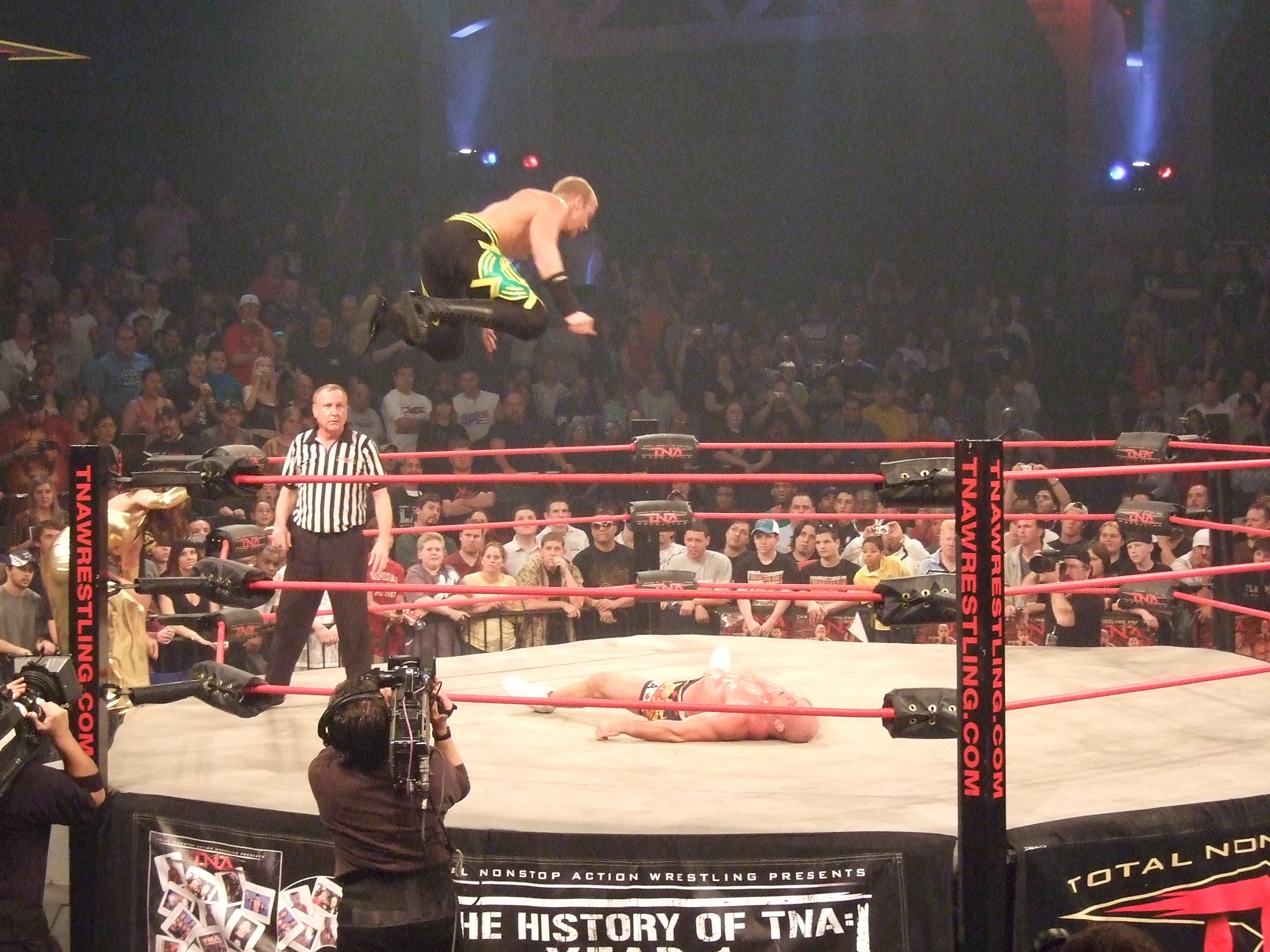
在TNA，基治向Kurt Angle使出Frog splash

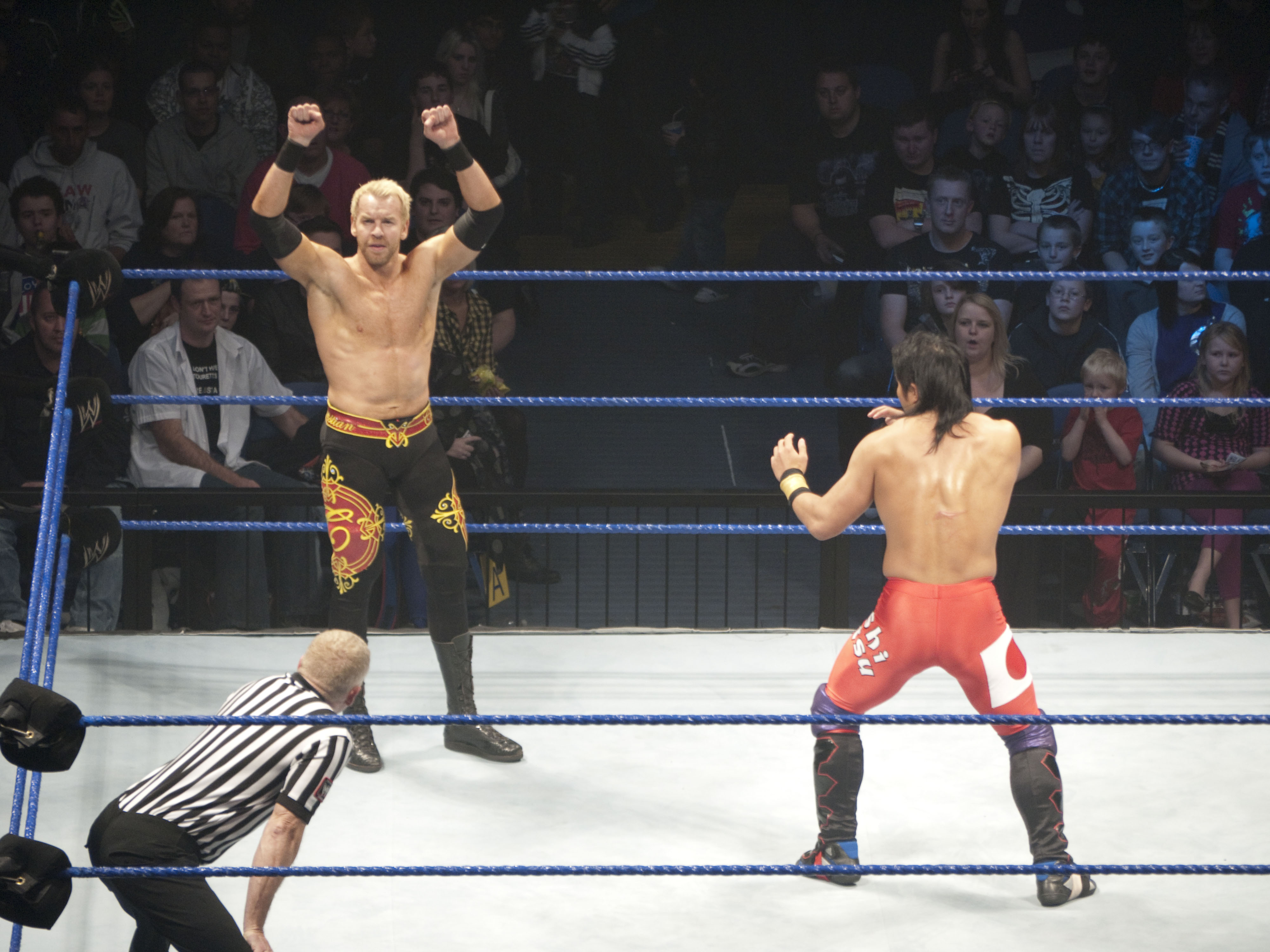
WWE現場節目中和Yoshi Tatsu對陣

  - Frog splash - TNA（作為紀念已故摔角手 Eddie Guerrero）
  - Killswitch （WWE） / Unprettier （WWF/E / TNA） / Impaler （WWF） （逆向式鎖雙臂顏面破壞技）
- 招牌技 
  - 四葉式固定（Cloverleaf）－TNA
  - 飛身踢（Dropkick）
  - 背負式腹部破壞技（Fireman's carry gutbuster）
  - 千斤摔擊（Flapjack）
  - 跳水式歐洲式曲臂直擊（Flashpoint）（Diving European uppercut）
  - 逆轉顏面固定背部粉碎技（Inverted facelock backbreaker）
  - 多種DDT變化
    - 墜落式逆轉DDT
    - 灌輸式DDT
    - 逆轉龍捲風DDT
    - 龍捲風DDT

  - One man con-chair-to （於硬核比賽中使用）
  - 鐘擺式踢擊（Pendulum kick）（在角柱外攻擊迎面衝來的對手）
  - 坐擊式逆向過肩摔（Sitout inverted suplex slam）
  - 長矛衝刺（Spear）
  - 跳板式場外飛身撲（Springboard）
  - 站在俯臥在中間的一條繩索上的對手，使對手感到窒息
  - 當對手倒左中間的一條繩索上，雷索跳到擂台外並掌摑對手的臉
- 經理人 
  - Gangrel
  - Trish Stratus
  - Tyson Tomko
- 外號 
  - "The Creepy Little Bastard" （WWE）
  - "The New People's Champion" （WWE）
  - "Captain Charisma" （WWE/TNA）
  - "The Champ" （TNA）
  - "The Instant Classic" （TNA）
- 進場配樂 
  - "Blood" by Jim Johnston （used as part of The Brood) （WWF）
  - "Blood Brother" by Jim Johnston （WWF）
  - "At Last" by Jim Johnston （WWE）
  - "My Peeps" by Jim Johnston （WWE）
  - "Just Close Your Eyes（v1）" by Waterproof Blonde （WWE）
  - "Take Over" by Dale Oliver （TNA/ROH）
  - "Just Close Your Eyes（v2）" performed by Story of the Year （WWE）

## 冠軍頭銜及成就
- 東岸摔角聯合會
  - ECWA重量級冠軍 （1次）

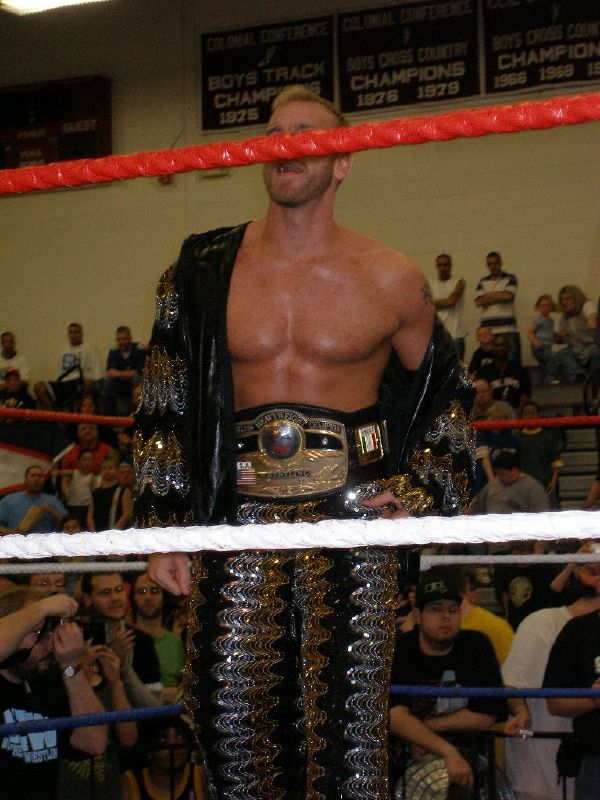
雷索－NWA世界重量級冠軍

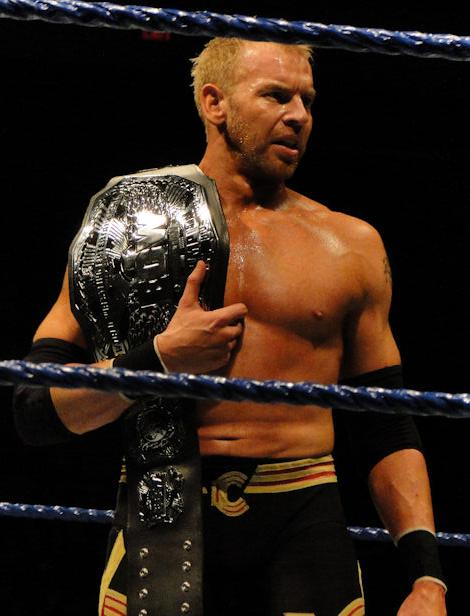
雷索奪得ECW冠軍

- New Tokyo Pro Wrestling
  - NTPW Pro 雙打冠軍 （1次）- 與 Sexton Hardcastle組隊
- 賓夕法尼亞州冠軍摔角
  - PCW 重量級冠軍 （1次）
- Total Nonstop Action Wrestling（TNA）
  - NWA 世界重量級冠軍 （2次）
- 世界摔角聯盟/世界摔角娛樂 （WWE/WWF）
  - ECW 冠軍 （2次）
  - WWF/E 洲際冠軍 （4次）
  - WWF 歐洲冠軍 （1次）
  - WWF 硬核冠軍 （1次）
  - WWF 輕量級冠軍 （1次）
  - WWF/E 雙打冠軍 / 世界雙打冠軍 （9次）- 與Chris Jericho（1次）、Edge（7次）、Lance Storm（1次）
  - WWE 世界重量級冠軍(2次) 2011年Extreme Rules 取得 但僅5天就被轉會到SD的Randy Orton 挑戰並衛冕失敗(兩人於同年PPV節目:Over the limit 進行重賽,最後仍由Randy Orton繼續衛冕)2011年Money in the Bank Christian 再次夺得此头衔
- 摔角觀察報獎項
  - 年度最佳雙打組合（2000）與Edge

## 外部連結
- WWE.com 檔案（页面存档备份，存于）
- Jason Reso在互联网电影资料库（IMDb）上的資料（英文）